# Ribčev Laz
Ribčev Laz este o localitate din comuna Bohinj, Slovenia, cu o populație de 155 de locuitori.